# Johann Gottfried Brückner
Johann Gottfried Brückner (* 1730 in Illmersdorf; † 18. Oktober 1786 in Berlin) war ein deutscher Theaterschauspieler.

## Leben und Wirken
Er war der Sohn eines Pfarrers. Nach dem Schulbesuch ging er zur Lehre in die Voß’sche Buchhandlung, wo er Lessing und mehrere Schauspieler kennenlernte, die sein Interesse für das Theater erweckten.
1772 trat Brückner erstmals in Dresden auf. Er wurde in die Koch’sche Gesellschaft aufgenommen, bei der er mit kurzen Unterbrechungen seines Aufenthalts in Berlin und Breslau bis 1775 blieb. Danach wechselte er zur Döbbelin’schen Gesellschaft am Deutschen Theater in Berlin, der er bis zu seinem Tod 1786 angehörte.
Bedeutend war insbesondere seine Rolle als Götz von Berlichingen.
Er war mit der Witwe des Schauspielers Karl Klotzsch verheiratet.